# Кенігсфельд (Рейнланд-Пфальц)
Кенігсфельд (нім. Königsfeld) — громада в Німеччині, розташована в землі Рейнланд-Пфальц. Входить до складу району Арвайлер. Складова частина об'єднання громад Брольталь.
Площа — 7,20 км2. Населення становить 674 ос. (станом на 31 грудня 2020).

## Галерея

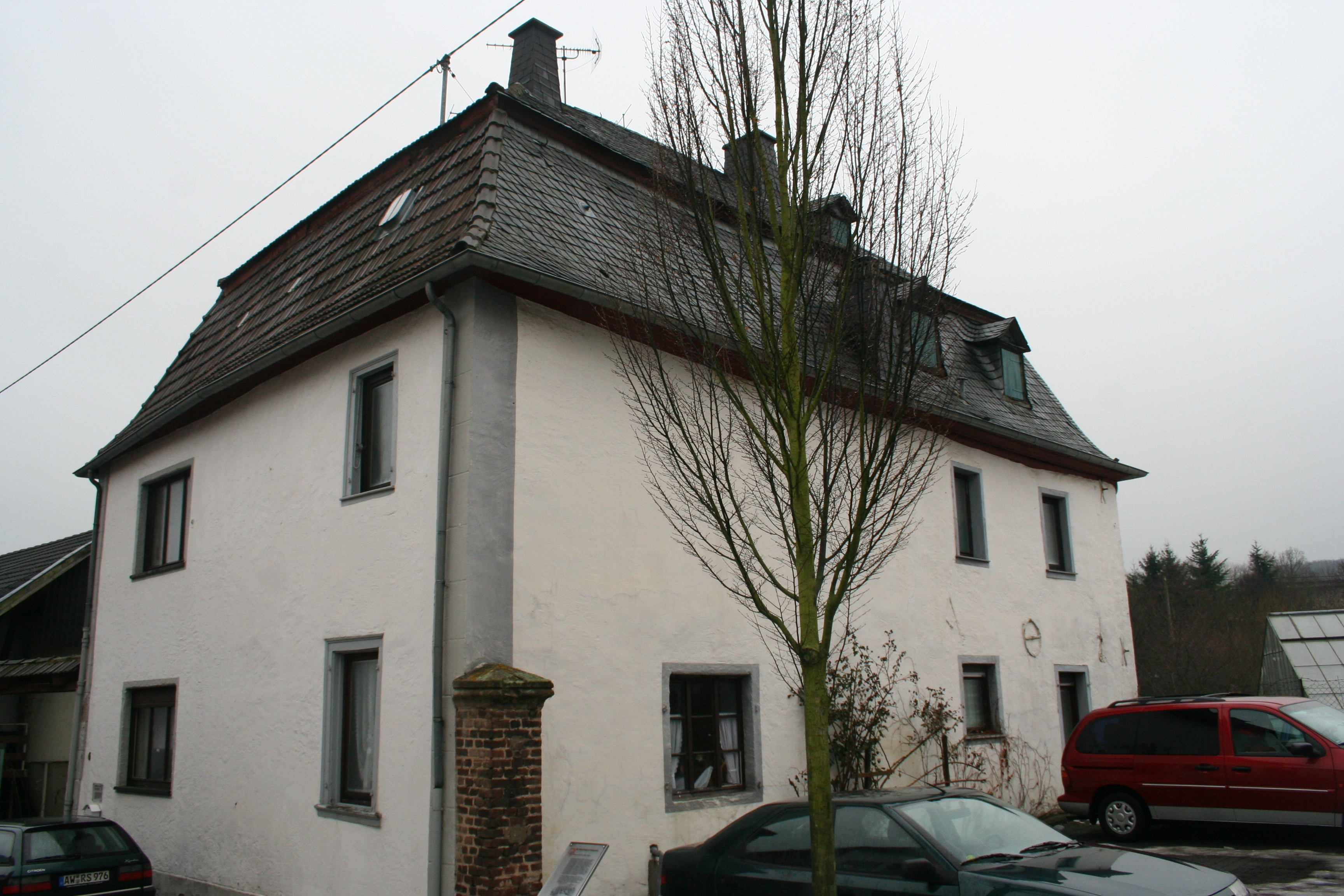
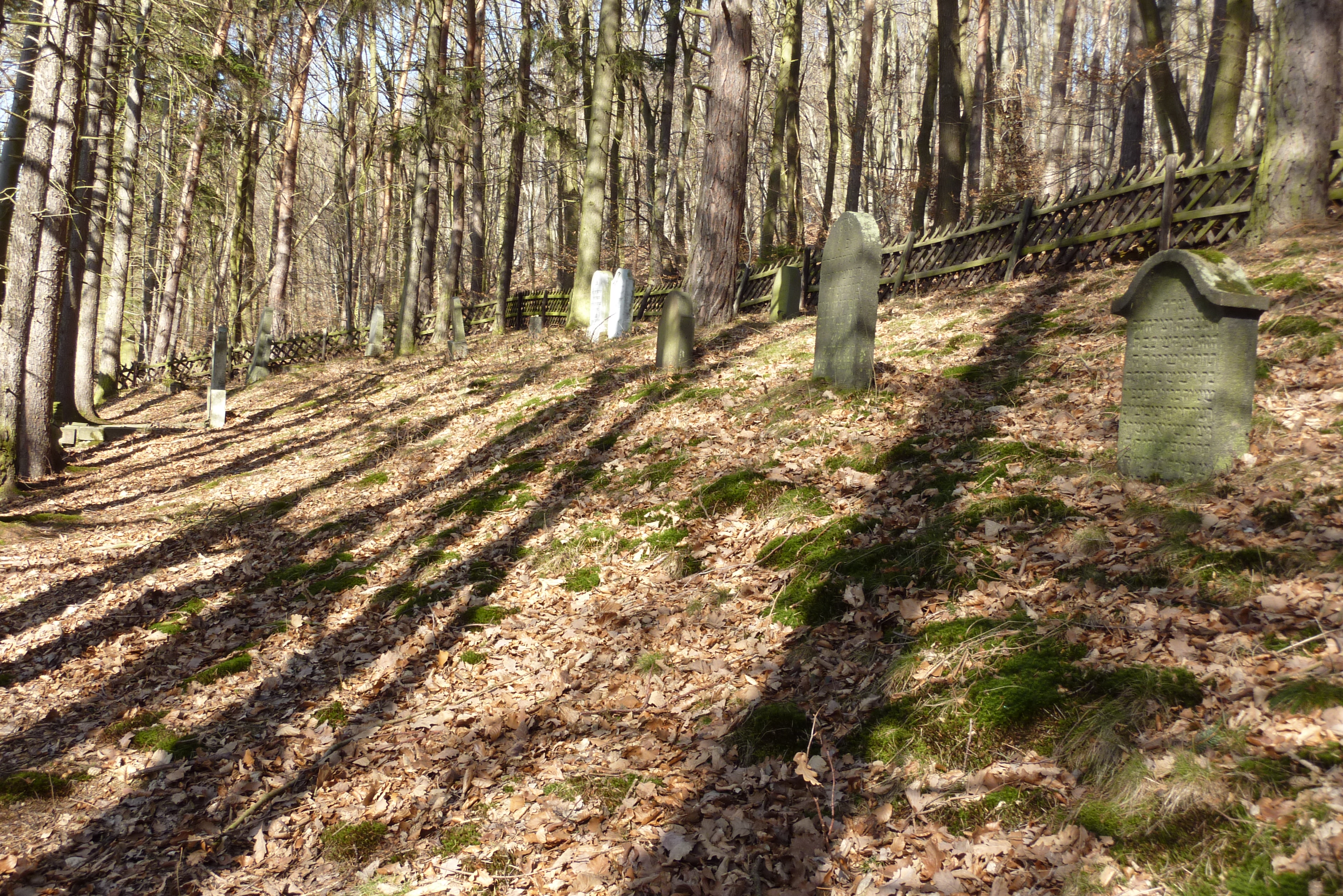
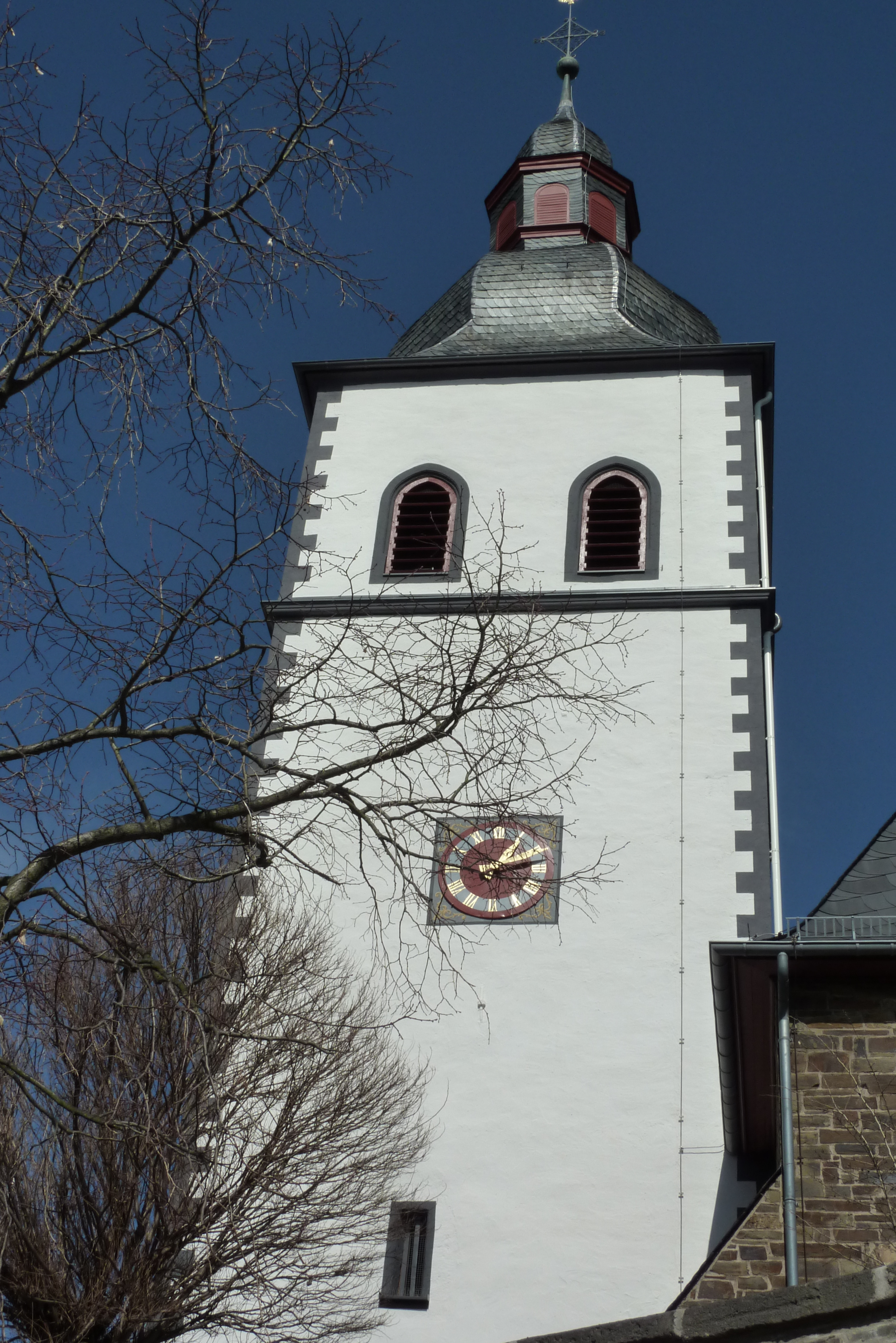